# Dendrochilum karoense
Dendrochilum karoense är en orkidéart som beskrevs av Jeffrey James Wood. Dendrochilum karoense ingår i släktet Dendrochilum och familjen orkidéer.
Artens utbredningsområde är Sumatera. Inga underarter finns listade i Catalogue of Life.